# Піраміда Місяця

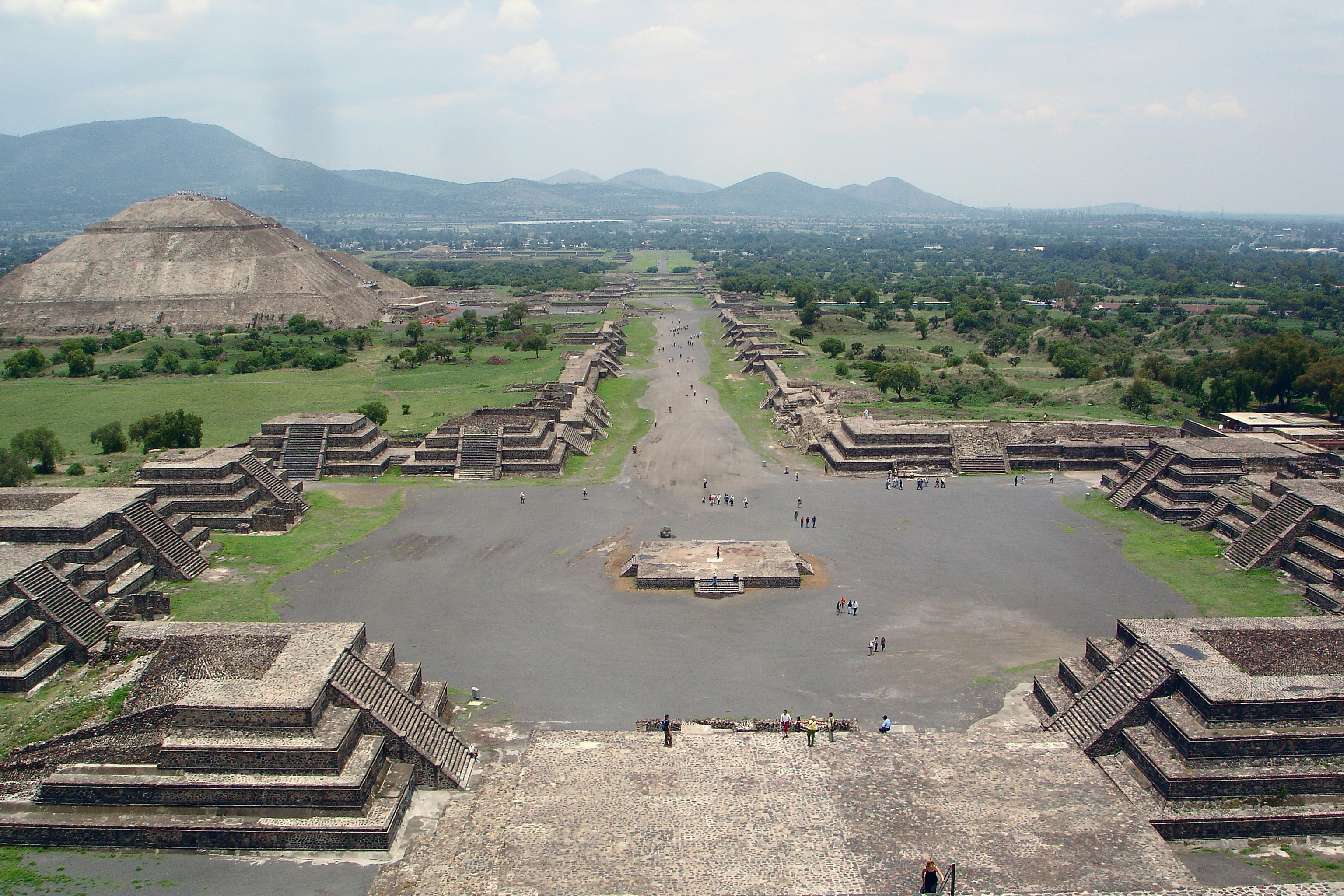
Вид з піраміди Місяця на Дорогу Мертвих і піраміду Сонця

Піраміда Місяця — друга за розміром будова після піраміди Сонця у місті Теотіуакан. Одна з найбільших будівель в Месоамериці. Розташована в північній частині міста Теотіуакан, своїми контурами повторює Серро-Гордо. З деяких індіанських прислівників назва перекладається як «захисний камінь» або «мати». Під пірамідою Місяця розташовано ще одна будова, яка старіша Піраміди Сонця (що була вже до 200 року н. е.).
Піраміда Місяця була побудована між 200 і 450 роком н. е., завершивши двосторонню симетрію храмового комплексу. Сходи піраміди ведуть до Дороги Мертвих (Calzada de los Muertos), на вершині розташовується майданчик, що використовувався для ритуальних церемоній на честь Чальчіутлікуе, богині води і Місяця.
Ймовірно, за допомогою цієї піраміди стародавні жителі цього місця імітували потойбічний світ. До такої думки прийшли археологи під час комп'ютерного аналізу тунелю під цією пірамідою. Передбачається, що раніше там знаходилися ритуальні предмети. Які в ньому проводилися обряди поки невідомо. Тунель знаходиться під пірамідою на глибині десять метрів і розтягується на довжину 103 метри. Вважається, що його засипало ще в давнину.

## Історія
Між 100 і 500 роками н. е. древні індіанці приблизно за 40 км від сучасного Мехіко-Сіті побудували місто Теотіуакан. У цей час Теотіуакан зі своїми 15 монументальними пірамідами і величезною торговельною площею був більший будь-якого міста Європи. Його площа становила майже 13 км² з населенням 200 000 чоловік. Теотіуакан був побудований за 700 років до того, як ацтеки заклали свою столицю Теночтітлан.

## Інтернет-ресурси
- Відвертість пірамід (історична розвідка)